# Elmira Bahrami
Elmira Bahrami (* 21. Dezember 1985 in Siegen) ist eine deutsche Schauspielerin und Musikerin.

## Leben
Als Tochter iranischer Eltern wuchs Elmira Bahrami in Siegen und Wiesbaden auf und machte ihr Abitur am Leibniz-Gymnasium mit Schwerpunkt Musik.
Elmira Bahrami studierte Schauspiel an der Folkwang Universität der Künste.
Elmira Bahrami debütierte im Kinofilm Das Hochzeitsvideo unter der Regie von Sönke Wortmann. Im Film Berlin Syndrome unter der Regie von Cate Shortland der im Januar 2017 im Rahmen des Sundance Film Festivals seine Premiere feierte, übernahm Bahrami die Rolle von Jana. Im Kinofilm Krach der Stille von Theresa Henning, der beim Achtung Berlin Festival 2018 Premiere hatte, übernahm sie eine der Hauptrollen. Im Mittellangen Spielfilm Tell me Something Nice von Amina Krami und Nola Anwar, der beim Max Ophüls Preis 2023 seine Premiere feierte, spielte sie neben Ben Münchow eine Hauptrolle. Außerdem war sie in den Tatorten Tatort: Trautes Heim, Tatort: National Feminin und Tatort: Aus dem Dunkel zu sehen.
Bahrami spielte am Maxim-Gorki-Theater, an der Volksbühne Berlin, an den Münchner Kammerspielen und am Schauspiel Köln. Derzeit ist Bahrami festes Ensemblemitglied am Theater Basel. Sie arbeitete u. a. mit den Regisseur*innen Antú Romero Nunes, Pınar Karabulut, Manuela Infante, Rocko Schamoni, Jan Bonny und Sebastian Nübling.
Neben der Schauspielerei arbeitet Elmira Bahrami als Musikerin. Sie war Sängerin und Violinistin der Band Projekt Guzu und Lead-Sängerin der Band Dea x Machina.

## Auszeichnungen
- 2010: Erster Ensemble-Preis und Publikumspreis beim Theatertreffen deutschsprachiger Schauspielstudierender für Sinn
- 2011: Kurt Hackenberg Preis für Politisches Theater für Der Schmerz
- 2013: Hauptpreis beim 5. Berliner Hörspielwettbewerb[12] für Iranian Voices – Die Republik der Verrücken
- 2014: 1. Platz der Nachtkritik Leser*innen-Umfrage für Das Spiel des Lebens (Prinzip Gonzo)
- 2015: Finalistin des 5. Creole – Global Music Contests[13] Berlin Brandenburg in der Werkstatt der Kulturen Berlin mit Projekt Guzu als Wettbewerbsband
- 2020: Nennung: Schauspielerin des Jahres Kritikerumfrage Theater Heute